# Empresa Naviera Elcano
Das Unternehmen Empresa Nacional Elcano Merchant Marine S.A. wurde im Jahre 1942 durch die staatliche spanische Holding-Gesellschaft Instituto Nacional de Industria gegründet und ist nach dem spanischen Seefahrer Juan Sebastián Elcano benannt. Hauptsitz ist Madrid mit Tochtergesellschaften in Spanien, Portugal, Brasilien, Argentinien und anderen Ländern.

## Geschichte
Ursprünglich mit dem zweifachen Ziel als staatliches Unternehmen für Werft- und Reedereibetrieb gegründet, erfolgte im Jahr 1964 die Ausgliederung der Werftbetriebe und das Unternehmen widmete sich ausschließlich der maritimen Aktivitäten als Reederei. 1997 wurde sie privatisiert und in Empresa Naviera Elcano, S.A (kurz: ENE) umbenannt. Das Unternehmen ist heute hauptsächlich im internationalen Seetransport von Rohstoffen, Energieträgern und chemischen Produkten tätig.
Elcano betreibt Frachtschiffe wie Massengutfrachter sowie verschiedene Tanker wie Öl-, Gas- und Produktentanker.